# Friedrich Zimmermann (político)
Friedrich Zimmermann (18 de julio de 1925 - 16 de septiembre de 2012) fue un político alemán y miembro de la CSU. Desde 1982 hasta 1989 fue Ministro Federal del Interior. Desde 1989 hasta 1991 ocupó el cargo de Ministro Federal de Transportes.
En 1943, Friedrich Zimmermann se hizo miembro del NSDAP. Desde 1948, ha sido un miembro de la CSU. En 1955 fue director general de la CSU y luego, desde 1956 hasta 1963, ocupó el cargo de Secretario General. De 1963 a 1967, fue tesorero de la CSU de Baviera y de 1979 a 1989 vicepresidente de la CSU.
Fue un miembro del parlamento alemán desde 1957 hasta 1990.
Desde octubre de 1982 hasta 1989, Zimmermann fue Ministro del Interior en el gabinete del canciller Helmut Kohl.
Como parte de una remodelación del gabinete, Zimmermann fue nombrado ministro de Transportes el 21 de abril de 1989. Después de las elecciones parlamentarias de 1990, renunció a su puesto en el gobierno federal el 18 de enero de 1991.